# Буш, Эрнст (актёр)
Фридрих Вильгельм Эрнст Буш (нем. Friedrich Wilhelm Ernst Busch; 22 января 1900, Киль, — 8 июня 1980, Бернбург) — немецкий актёр театра и кино, певец, коммунистический активист. В предвоенные годы приобрёл международную известность как певец-антифашист и исполнитель песен о борьбе рабочего класса; после Второй мировой войны прославился как ведущий актёр созданного Бертольтом Брехтом театра «Берлинер ансамбль». Лауреат Международной Ленинской премии «За укрепление мира между народами» (1972).

## Биография
Эрнст Буш родился в Киле в семье строительного рабочего Фридриха Буша и портнихи Анны Буш. Отец был членом Социал-демократической партии Германии, но демонстративно вышел из неё в 1914 году, когда фракция СДПГ в рейхстаге проголосовала за военные кредиты, тем самым поддержав начавшуюся войну.
Профессиональных артистов в роду не было, но пели в семье Бушей все; отец был членом хорового союза строительных рабочих «Гармония» и нередко брал Эрнста с собой на спевки. Весной 1915 года Буш поступил учеником слесаря на судостроительную верфь «Германия», где проработал шесть лет, получив квалификацию слесаря-инструментальщика.
От отца Эрнст Буш унаследовал и политическую активность, — в 1917 году он вступил в Социалистический союз молодёжи Германии. В конце октября 1918 года в Киле вспыхнуло восстание моряков, поддержанное рабочими судоверфи, в их числе был и Буш. После Ноябрьской революции он активно участвовал в политической жизни родного города, стал одним из организаторов и руководителем заводского, а позже и районного комитета «Социалистической рабочей молодёжи», в 1919 году вступил в только что образованную Коммунистическую партию Германии.

### Начало артистической карьеры
Одновременно Буш участвовал в театральной самодеятельности заводской молодёжи; на любительской сцене в 1920 году его заметил главный режиссёр Кильского драматического театра Робин Роберт и посоветовал серьёзно заняться изучением сценического искусства. Под руководством Роберта Буш подготовил ряд ролей для любительского театра, в том числе Франца Моора в «Разбойниках» Ф. Шиллера. В 1921 году, как и миллионы немцев, он оказался безработным и был принят в качестве волонтёра в Городской театр Киля, которым руководил в то время известный режиссёр и актёр Макс Пенсген-Альберти; в это же время в театре начинал свою карьеру Густаф Грюндгенс, которому предстояло стать крупнейшим театральным деятелем нацистской Германии.
В Городском театре наряду с драматическими спектаклями ставились и оперы, и здесь в октябре 1921 года состоялся дебют Буша на профессиональной сцене — в опере П. Масканьи «Сельская честь», где ему пришлось в одной из сцен размахивать опахалом. Однако очень скоро Буш получил и настоящую роль — Сиверса в драме И. В. фон Гёте «Гёц фон Берлихинген». За два года Буш сыграл ряд ролей классического и современного репертуара, самой большой удачей, по признанию критиков, стал тиран Геслер в «Вильгельме Телле» Ф. Шиллера.
Молодой актёр приобрёл известность за пределами родного Киля, получал заманчивые предложения из других городов, но Бушу хотелось повидать мир, и в 1924 году с двумя приятелями он отправился в Италию, с гитарой и без гроша в кармане. Три месяца они вели жизнь бродячих комедиантов, зарабатывая на проезд и пропитание немецкими народными и неаполитанскими песнями, посетили многие города, но в конце концов были арестованы по подозрению в шпионаже и выдворены из Италии.
В конце 1924 года Буш вернулся в Городской театр, который после смерти Пенсгена-Альберти возглавил Ханс Брокман, ученик Макса Рейнхардта. Под его руководством Буш с большим успехом сыграл Марка Антония в «Юлии Цезаре» У. Шекспира и впервые запел в его комедии «Как вам это понравится». С тех пор всякий раз, когда роль требовала поющего актёра, Брокман выбирал Буша; он с одинаковой лёгкостью пел как в баритоновой, так и в теноровой тесситуре, — какой у него был голос, так и осталось загадкой. «Многих поражала, — писал десятилетия спустя И. Нестьев, — стихийная одарённость Буша-певца, точность и рельефность его интонационной манеры, свобода владения голосом… Трудно поверить, что этот уникальный певец не получил почти никакой профессиональной вокальной выучки, а овладевал своим редким искусством в процессе длительной и самостоятельной творческой практики…»
Вскоре вместе с Брокманом Буш перешёл в Городской театр Франкфурта-на-Одере; здесь «очень привлекательный, стройный блондин» (по описанию Х. Эйслера) с равным успехом выступал как в амплуа героя-любовника, так и в характерных ролях; но наибольший успех выпал на долю его Яго, одной из сложнейших ролей шекспировского репертуара. Слух о выдающемся достижении 25-летнего актёра достиг столицы, — Эрих Энгель, специально приехавший смотреть «Отелло» Брокмана, позже вспоминал: «…Буш мне очень понравился, хотя тогда я и не был вполне доволен его трактовкой роли. Но я понял, что предо мной актёрская индивидуальность особого масштаба». Энгель рекомендовал молодого актёра своему другу Эрвину Пискатору, и эта рекомендация, как он считал, принесла удачу всем троим.

### В Берлине
Рекомендацией Энгеля Буш воспользовался не сразу: летом 1926 года он вступил в труппу «Передвижного театра» Померании, который обслуживал округ Кёслин и выступал обычно в гостиницах и трактирах. Лишь в июне 1927 года Буш приехал в Берлин и был принят в Театр на Ноллендорфплац, который в том же году возглавил Пискатор и превратил в Театр Пискатора.
Первый же поставленный Пискатором спектакль — «Гоп-ля, мы живём!» по пьесе Эрнста Толлера — заставил говорить о себе всю Германию; в этом спектакле, в роли Альберта Кроля, Буш дебютировал на столичной сцене. В следующей постановке Пискатора, «Распутин, Романовы, война и восставший народ», представлявшей собой переработку пьесы А. Н. Толстого и П. Щёголева «Заговор императрицы», Буш сыграл несколько небольших ролей и спел две песни на музыку Эдмунда Майзеля, — его вокальные данные и умение донести до слушателя каждое слово не остались незамеченными: после временного закрытия театра весной 1928 года Буш получал предложения не только от различных драматических театров, но и от кабаре. В Театре Пискатора состоялась и первая его встреча с Хансом Эйслером, написавшим музыку к самому скандальному спектаклю театра — «Берлинский купец»; пять песен, исполненных Бушем в этом спектакле, положили начало многолетнему сотрудничеству певца и композитора. В начале 30-х годов написанные специально для Буша песни Эйслера на стихи Б. Брехта, Э. Вайнерта и К. Тухольского расходились на грампластинках по всей Европе.
Одновременно Буш выступал и на других сценах, в 1928 году в Театре на Шифбауэрдам он сыграл небольшую роль констебля Смита в первой постановке «Трёхгрошовой оперы» Брехта—Вайля; после окончательного закрытия Театра Пискатора в 1930 году он стал актёром «Фольксбюне», где с равным успехом выступал как в драмах У. Шекспира и Ф. Шиллера, так и в современных пьесах — Б. Брехта, Г. Кайзера, Ф. Вольфа. В 1932 году он сыграл в Театре на Шифбауэрдам Павла Власова в пьесе Брехта «Мать» (по мотивам романа А. М. Горького): «Эрнст Буш, — писал Альфред Польгар в „Вельтбюне“, — светлый, резкий, как всегда, разумеется, великолепный внешне, и по голосу… [играет] с той нерушимой внутренней бодростью, которая связана с волей, свободной от страха и сомнения».
В эти годы Буш часто выступал и на концертной эстраде — как певец и как чтец, работал на радио. В 1929 году он дебютировал в кинематографе, снявшись в фильме «Катарина Кни» — в роли жонглёра и акробата Фрица Кни, которого он годом раньше сыграл на сцене «Лессинг-театра». Следующим фильмом с его участием стала экранизация «Трёхгрошовой оперы» (1931), — в знаменитом фильме Г. В. Пабста Буш играл уличного певца, исполнявшего, в частности, балладу о Мекки Мессере.
Сотрудничество с Пабстом продолжилось в фильме «Товарищество», — Буш играл в нём руководителя спасательного отряда немецких рабочих, которому пришлось нарушить границу ради оказания помощи французским коллегам, пострадавшим при взрыве на угольной шахте. «Актёрских задач, — писал один из рецензентов, — в этом фильме почти нет. Пред нами — просто люди. Угольная пыль, осевшая на лицах, делает всех мужчин похожими друг на друга… Только одно лицо останавливает на себе пристальное внимание. Это лицо Буша». За четыре года Буш снялся в десяти фильмах, в том числе в «Куле Вампе» Златана Дудова и антивоенной «Нейтральной полосе» Виктора Триваса. Непосредственно по поводу фильма «Нейтральная полоса» немецкий критик писал: «В чём сила воздействия этого Эрнста Буша? В уверенности и спокойствии, с которым он держится на сцене и на экране? В пробивной силе его голоса? Или в поразительной концентрированности? Возможно, во всех этих качествах взятых вместе. Но есть ещё кое-что: за Бушем-актёром стоит свой парень. И он играет не ради удовольствия, но искусство для него путь к цели…».

### После 1933 года
На рубеже 20—30-х годов Буш-певец выступал на антифашистских митингах не реже, чем в концертах, которые также порою превращались в митинги, — его звали «красным Орфеем» (Roter Orpheus) и «Таубером баррикад» (Barrikaden-Tauber), в честь знаменитого австрийского оперного певца, и после прихода нацистов к власти в январе 1933 года он чудом избежал ареста. 27 февраля, в день поджога рейхстага, Буш играл в Магдебурге премьеру социальной драмы Г. Кайзера «Серебряное озеро»; на следующий день спектакль был запрещён.
По возвращении в Берлин, 6 марта 1933 года актёр прочёл в одной из газет: «Известно ли вам, что Эрнст Буш всё ещё находится в Берлине?» 9 марта друзья помогли Бушу вместе с женой (актрисой и певицей Евой Циммерман) пересечь голландскую границу.
На радиостанциях Голландии и Бельгии были организованы специально предназначенные для Германии передачи, в которых принимали участие немецкие антифашисты, в их числе и Буш. Он давал концерты в разных городах Европы, вместе с Эйслером записывал пластинки в Лондоне. Не получивший музыкального образования Буш не умел читать ноты, полагался исключительно на свою память и слух. «Если он будет читать ноты, — говорил по этому поводу Эйслер, — он потеряет свою непосредственность. Порой Буш кое-что меняет в моей композиции. Но я ничего не имею против. Так, как он поёт, — всегда лучше».
В 1935 году Буш получил официальное приглашение из СССР — от Международного объединения революционных театров, которое возглавлял Пискатор, и в ноябре один, без Евы, прибыл в Москву. Здесь Буша, помимо многочисленных поклонников, уже ждали друзья — немецкие антифашисты, отсюда, по московской радиоволне, он обращался к своим соотечественникам — в передачах под названием «Волшебный рог мальчика», заимствованным у популярного в Германии собрания народных песен.
В СССР Буш не только выступал с концертами (одному из его выступлений — в Ленинграде осенью 1936 года перед немецкими моряками — Вс. Азаров посвятил цикл стихов «Волшебный рог мальчика»), но и продолжил свою кинокарьеру, снявшись в фильме Густава фон Вангенхайма «Борцы». В 1936 году Пискатор в Горьком приступил к съёмкам фильма «Красное немецкое Поволжье», в котором одну из главных ролей играл Буш. Когда Пискатор ненадолго отправился в Париж, исполнительница главной женской роли Карола Неер была арестована вместе с мужем (немецким коммунистом) органами НКВД по обвинению в шпионаже. Предупреждённый об этом друзьями, Пискатор в СССР не вернулся, а Буш в январе 1937 года отправился в Испанию, где принял участие в гражданской войне в составе немецкой 11-й интернациональной бригады.
В июле 1938 года Буш покинул Испанию; найдя себе прибежище в Бельгии, где влиятельной политической фигурой и бургомистром Антверпена был его поклонник Камиль Гюисманс, он выступал по радио, в концертах и на митингах — собирал средства для бойцов интернациональных бригад. Тем временем состоялось Мюнхенское соглашение, а в начале октября интернациональные бригады в Испании были распущены. Уже в конце августа Буш задумывался о переезде в США, — желания вернуться в СССР (где сталинские репрессии и большой террор достигли совершенно невероятных масштабов, и многие немецкие коммунисты бежавшие от Гитлера, также подвергались арестам) у Буша не было (в Москве вплоть до 1945 года его считали погибшим в Испании); однако и получить американскую визу, несмотря на активное содействие Эрнеста Хемингуэя, оказалось непросто.
Успев за время пребывания в СССР полюбить советскую музыку, Буш, по свидетельству Григория Шнеерсона, немало способствовал организации в городах Бельгии и Голландии открытых концертов советской музыки, в которых исполнялись сочинения С. Прокофьева, Д. Шостаковича, А. Хачатуряна и других композиторов, специально по его просьбе присланные из Москвы. В Антверпене в конце ноября 1938 года Буш поставил «Трёхгрошовую оперу» и на сей раз сыграл в ней Мэкхита — на фламандском языке. В 1939 году, ещё задолго до начала Второй мировой войны, политика в Бельгии и соседней Голландии начала меняться: теперь из его репертуара вычёркивали антифашистские песни, запрещали в концертах касаться тем, связанных с Германией.

### Вторая мировая война
Отплыть в Соединённые Штаты Бушу так и не удалось; 10 мая 1940 года началось вторжение немецких войск в Бельгию, — правительство спешно интернировало немецких эмигрантов и отправило поездом во Францию, где они были помещены в концентрационный лагерь Сен-Сиприен в Пиренеях — в тот самый лагерь, в котором находились интернированные бойцы испанских интербригад.
В конце 1940 года Буш был переведён в концентрационный лагерь Гюрс; в декабре 1942 года с помощью участников французского Сопротивления ему удалось бежать из лагеря, однако недалеко от швейцарской границы он был арестован жандармерией правительства Виши и в январе 1943 года был передан гестапо. Помещённый в берлинскую тюрьму Моабит, Буш обвинялся в «подготовке государственной измены», ему грозила смертная казнь; но в судьбу его вмешался друг юности Густаф Грюндгенс: нанятый им адвокат сумел доказать, что Буш не может обвиняться в государственной измене, поскольку ещё в 1937 году был лишён немецкого гражданства. Актёр был приговорён к четырём годам лишения свободы и отбывал их в бранденбургской каторжной тюрьме.
Между тем голос Буша, сохранившийся на грампластинках, звучал и в немецком антифашистском подполье, и на фронте: записи песен Эйслера в исполнении Буша агитподразделения РККА через полевые радиоустановки транслировали на другую сторону линии фронта. «…Я впервые услышал Буша не в театре, но в сырой грязной траншее на русском фронте, — вспоминал немецкий режиссёр и драматург Хайнар Киппахард, автор пьесы „Дело Оппенгеймера“. — Это было осенью 1943 года… Вечером мы услышали очередную пятиминутную программу из громкоговорителя агитгруппы Красной армии. Краткие сообщения, информация. Потом песня, передаваемая с заигранной пластинки мощным громкоговорителем, с дистанции почти двух километров. Я не знал эту песню, не знал и человека, который её пел… Не знаю почему, помимо своей воли, но я не мог не слушать её… Что же приковало моё внимание к этому голосу? Был ли он красивым? Конечно, он был и красивым. Но не красота голоса захватила меня, не поразительная ясность дикции, не острота звучания… Этот голос знал то, чего не знал я. Этот голос знал, что человек, разум, правда восторжествуют… Это был голос Эрнста Буша, доносившийся до нас с заезженной пластинки через мощный репродуктор».

### Послевоенные годы
В ноябре 1943 года в тюрьму Моабит, где находился в то время Буш, попала американская бомба, — в результате полученного ранения лицо его оказалось частично парализовано, он утратил свою выразительную мимику и после освобождения советскими солдатами в апреле 1945 года долгое время не решался выходить на концертную эстраду, тем более что к этому времени он был уже больше известен за рубежом, чем у себя на родине. Впервые он выступил в концерте в мае 1946 года, на торжественном открытии временного помещения театра «Фольксбюне», — Константин Симонов посвятил этому выступлению стихотворение «Немец» («В Берлине на холодной сцене…»). Изменился и голос Буша, он стал ниже, утратил прежнюю чистоту, но приобрёл новые краски
Всё изменилось: теперь уже Буш ходатайствовал за арестованного органами госбезопасности СССР Грюндгенса (которого он называл «немецким Качаловым») — и добился его освобождения. Изуродованное шрамом лицо отлучило Буша от кинематографа, но не могло отлучить от сцены: уже в ноябре 1945 года он играл в Театре Геббеля (в американском секторе Берлина) в пьесе Р. Ардри «Маяк» («Скала грома») бывшего журналиста, живущего уединённо на маяке, изверившегося во всём и ничего не желающего знать об окружающем мире: он сражался в Испании, в составе интербригад, и чем всё закончилось?
В июне 1946 года в Театре Геббеля («Фольксбюне» на Саарландштрассе) состоялась премьера пьесы А. М. Горького «На дне», в которой Буш играл Сатина, — играл, по словам А. Гулыги, как босяка-мечтателя, как правдолюбца, за которым остаётся последнее слово. В том же году в Театре на Шифбауэрдам он поставил пьесу Ф. Вольфа «Матросы из Каттаро», в которой с успехом исполнял главную роль в 1930 году, — в 1946 успех Буша как режиссёра превзошёл все ожидания, даже радиокомментатор в американском секторе советовал: «Посмотрите этот спектакль. Я нахожу его замечательным».
С 1950 года Буш был членом Академии искусств ГДР.

#### В Восточном Берлине. Искусство и политика
Первые годы после освобождения Буш жил и работал в западной части Берлина: там оказался и дом, в котором он жил до 1933 года, — Колония художников (Künstlerkolonie) на Лауберхаймерплац, позже превратившаяся в штаб Сопротивления, там же открылся и первый в послевоенном Берлине театр. Но в 1949 году вернувшийся из эмиграции Брехт создал в восточном секторе столицы театр «Берлинер ансамбль», и с весны 1951 года Буш выступал одновременно на двух сценах Немецкого театра: на одной давал спектакли собственно Немецкий театр, руководимый В. Лангхофом, на другой — «Берлинер ансамбль».
Для «эпического театра» Брехта Буш был идеальным актёром — прошедшим ещё в довоенные годы и «школу представления» в Театре на Шиффбауэрдамм, и «школу переживания» на других сценах, сроднившимся с драматургией Брехта ещё на рубеже 20—30-х годов, актёром поющим, что для театра Брехта было исключительно важно, и наконец, актёром-гражданином, который только и мог быть для Брехта настоящим единомышленником. Известный немецкий критик Герберт Иеринг ещё в 1932 году отмечал, что Буш — прежде всего актёр и поёт он как актёр, которому музыка нужна для усиления слова; тогда же Иеринг с сожалением констатировал, что, став уже почти классиком в песенном жанре, Буш не оценён в полной мере как драматический актёр; но так оно чаще всего и бывает: широкую известность приносит побочное занятие. В послевоенные годы Буш-актёр был оценён в полной мере: «Для Буша, — писал в 60-х Александр Дымшиц, — нет рамок амплуа. От напряжённейшей трагедии до комедийного гротеска — таков его диапазон. Я видел его в „Фаусте“ умнейшим и изящнейшим Мефистофелем, в „На дне“ — поэтом гуманизма Сатиным, в „Кавказском меловом круге“ Брехта — лиричнейшим певцом и комичнейшим судьёй»
С театром «Берлинер ансамбль» Эрнст Буш гастролировал по всему миру, в том числе в СССР в 1957 году. Гастроли открывал спектакль «Жизнь Галилея», главную роль в котором критики считают вершинным достижением актёра. «…Исполнитель роли Галилея — Эрнст Буш, — писал в те дни Павел Марков, — актёр подлинной трагической наполненности. Он даёт очертание образа интересного и сложного в грубоватой, но умной манере. Не сразу угадаешь великого учёного в этой мощной и такой земной фигуре, с умелыми и хваткими повадками мастерового, с твёрдой и уверенной походкой. Но за внешними чертами, превосходно схваченными актёром, постепенно различаешь напряжённый ум, здоровый скепсис, крепкую иронию, полнокровное жизнелюбие творца нового. И тем страшнее потухший и угасший Галилей финала, сохраняющий ещё внешнюю крепость фигуры, но уже уныло шаркающий ногами, кутающийся в тёплый халат, равнодушно ужинающий — с ясным и отчётливым сознанием безнадёжности совершённого им поступка».
Среди лучших ролей, сыгранных Бушем в театре «Берлинер ансамбль» — Повар в «Мамаше Кураж и её детях», Семён Лапкин в пьесе «Мать» (об этой роли восторженный отзыв оставил Брехт, назвавший Буша «великим народным артистом»), Аздак в «Кавказском меловом круге» Б. Брехта. «Во всех ролях, которые исполняет Буш, — отмечал Ю. Юзовский, — есть… принципиальная черта земного (нельзя вспомнить без улыбки, как он — Повар в „Матушке Кураж“ — чистит морковку, с удовольствием, со знанием дела, ловко и весело затем бросая её в воду). Это самочувствие человека, который прекрасно ориентируется во вселенной, который обладает умением, даже талантом хорошо чувствовать себя на земле — особенность, которая не мешает его умственным полётам, когда он в образе Галилея; его душевной проницательности, когда он в образе судьи Аздака; его трагизму, когда он в образе Повара, — тут ему важна земная закваска всего духовного».
К лучшим созданиям Буша на сцене Немецкого театра критики относят Председателя укома в «Шторме» В. Билль-Белоцерковского (именно для этого спектакля Эйслер по заказу актёра написал знаменитый «Левый марш»). Мефистофеля в «Фаусте» И. В. фон Гёте, шекспировского Яго. «Фауст» в постановке Лангхофа вызвал споры, как и исполнение ряда ролей в спектакле, но о Мефистофеле Ф. Эрпенбек в журнале «Театр дер цайт» писал: «Мефистофель — Эрнст Буш мог бы оправдать постановку „Фауста“, даже если бы мы её признали полностью неудачной».

##### Отношения с руководством СЕПГ
По поводу Аздака, сыгранного Бушем в «Кавказском меловом круге», Брехт в своём рабочем журнале записал, что понадобилась вся жизнь Буша, — «пришедшая через борьбу в Веймарской республике, гражданскую войну в Испании к горькому опыту после сорок пятого года, — чтобы сыграть этого Аздака». Начавшаяся в 1950 году сталинизация Восточной Германии привела к конфликту Буша с руководством СЕПГ. В ходе партийной чистки 1951/1952 годов он был исключён из СЕПГ, поскольку отказался, прилюдно и не выбирая выражения, принять условия проверки; но это исключение никогда публично не разглашалось. Буш категорически отказывался выступать на официальных мероприятиях и в течение 10 лет вообще не выступал в концертах, — теперь он много и с удовольствием пел в театре. Композитор «Берлинер ансамбль» Пауль Дессау, который в 1951 году в конфликте между Бушем и Э. Хонеккером (в то время уже кандидатом в члены Политбюро ЦК СЕПГ) принял сторону последнего, семь лет спустя в узком кругу каялся: «Это было моей политической ошибкой, так как я должен был объяснить Хонеккеру, кто такой Эрнст Буш и что его слова нельзя принимать всерьёз. Хорошо, он невоздержан на язык. Анархист, но безупречный, необходимый, незаменимый человек… И по нынешний день, и кто знает, как долго ещё он останется незаменимым». Сам Буш, однако, ни в чём не раскаивался; о его «грубости и вызывающем поведении», о «невозможности найти с ним контакт» доводилось слышать из уст восточногерманских функционеров и Г. Шнеерсону в 1957 году.
В 1961 году Буш покинул сцену, по официальной версии — в связи с болезнью, однако существует и другая версия — политическая: родившаяся ещё в 60-х легенда о том, что Буш на заседании ЦК СЕПГ дал пощёчину Хонеккеру, не подтверждена надёжными источниками, но поклонники актёра в неё верят. В день своего 60-летия, в январе 1960 года, Буш дал в Академии искусств ГДР концерт, составленный в основном из репертуара литературных кабаре 20-х годов; его торжественно приветствовали высокопоставленные партийные чиновники, однако и здесь не обошлось без инцидентов, которые очевидцы помнили и тридцать лет спустя. Так, Буш исполнил очень популярную в конце 20-х годов «Мыльную песню»: во время очередных выборов в рейхстаг в 1928 году социал-демократы раздавали избирателям маленькие кусочки мыла с вытесненным на них призывом: «Голосуйте за СДПГ!» На эту предвыборную акцию откликнулись друзья Буша — написали сатирическую песенку, которая припоминала социал-демократам и голосование за военные кредиты в 1914 году, и расстрел рабочих в 1919-м, и многое другое, — и каждое деяние сопровождалось рефреном: «Мы мыльную пену взбиваем, / Мы втираемся в доверие, / Мы снова отмываем свои руки». И вдруг оказалось, пишет биограф Буша Йохен Фоит, что этот рефрен из времён Веймарской республики прекрасно вписывается в политику СЕПГ в ГДР. Партийных чиновников это открытие повергло в шок, а Буш тем временем (именно в этой песне и ни в какой другой) жестами призывал: «Подпевайте!» — не оставляя бывшим товарищам по партии иного выхода, как подпевать с невинным видом: «Мы снова отмываем свои руки…».

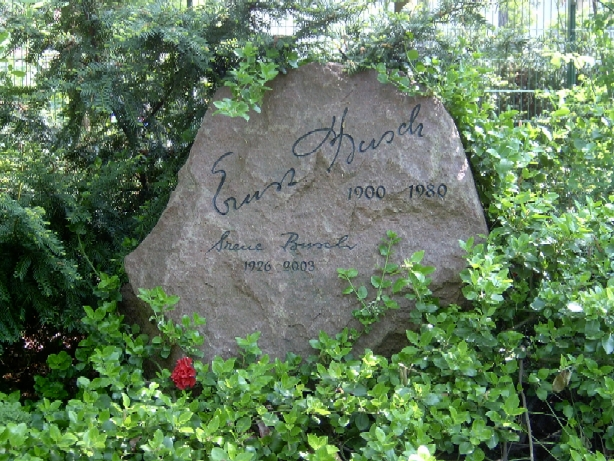
Могила Эрнста Буша

##### Последние годы
Покинув сцену, Буш в течение ряда лет записывал на студии грамзаписи цикл «Хроника в песнях, балладах и кантатах»; изданный позже на компакт-дисках, цикл включал в себя 200 песен. Но в целом Буш удалился в частную жизнь: овдовев, он в 1964 году в третий раз женился и впервые стал отцом.
Актёр умер 8 июня 1980 года в Бернбурге и был похоронен в Берлине, на старинном кладбище Панков III (нем. Friedhof Pankow III) в районе Нидершёнхаузен. В 1981 году его имя было присвоено Высшей школе театрального искусства, которая и в настоящее время называется Hochschule für Schauspielkunst «Ernst Busch» Berlin.

## Творчество

### Театральные работы

#### Актёрские

##### Театр Пискатора
- 1927 — «Гоп-ля, мы живём!» Э. Толлера. Постановка Э. Пискатора — Альберт Кроль
- 1927 — «Распутин, Романовы, война и восставший народ», по мотивам пьесы А. Н. Толстого и П. Щёголева «Заговор императрицы». Постановка Э. Пискатора — маршал Фош и ещё несколько ролей
- 1928 — «Берлинский купец» В. Меринга. Постановка Э. Пискатора — несколько ролей, хор

##### Театр на Шифбауэрдам
- 1928 — «Трёхгрошовая опера» Б. Брехта и К. Вайля. Постановка Э. Энгеля — констебль Смит
- 1928 — «Пигмалион» Дж. Б. Шоу — доктор Хиггинс
- 1932 — «Мать» Б. Брехта по мотивам романа А. М. Горького. Постановка Эмиля Бурри — Павел Власов
- 1946 — «Матросы из Каттаро» Ф. Вольфа. Постановка Э. Буша — Франц Раш

##### «Фольксбюне» (на Бюловплатц)
- 1930 — «Ткачи» Г. Гауптмана. Постановка К. Х. Мартина — Пекарь
- 1930 — «Матросы из Каттаро» Ф. Вольфа — Франц Раш
- 1932 — «Товарищ Каспер» П. Шурека — Каспер

##### Другие театры
- 1930 — «Мероприятие» Б. Брехта. Постановка З. Дудова — Агитатор (Берлинская филармония)

##### Театр Геббеля («Фольксбюне» на Саарландштрассе)
- 1945 — «Маяк» («Скала грома») Р. Ардри. Постановка К. Х. Мартина — смотритель маяка Чарлстон
- 1946 — «На дне» А. М. Горького. Постановка К. Х. Мартина — Сатин

##### Берлинер ансамбль
- 1951 — «Мамаша Кураж и её дети» Б. Брехта. Постановка Э. Энгеля и Б. Брехта — Повар
- 1952 — «Мать» Б. Брехта по роману А. М. Горького. Постановка Б. Брехта — Семён Лапкин
- 1954 — «Кавказский меловой круг» Б. Брехта. Постановка Б. Брехта — Чхеидзе и Аздак
- 1957 — «Жизнь Галилея» Б. Брехта. Постановка Э. Энгеля и Б. Брехта — Галилей

##### Немецкий театр
- 1951 — «Прага остаётся моей» Ю. Буряковского. Постановка В. Лангхофа — Фучик
- 1953 — «Отелло» У. Шекспира — Яго
- 1953 — «Глубокая разведка» А. Крона — Майоров
- 1954 — «Фауст» И. В. Гёте. Постановка В. Лангхофа — Мефистофель
- 1957 — «Шторм» В. Билль-Белоцерковского. Постановка В. Лангхофа — Председатель укома

#### Режиссёрские
- 1938 — «Трёхгрошовая опера» Б. Брехта—К. Вайля — Антверпен
- 1946 — «Матросы из Каттаро» Ф. Вольфа — Театр на Шифбауэрдам
- 1952 — «Кремлёвские куранты» Н. Погодина. Художники Джон Хартфилд и Виланд Херцфельде — «Берлинер ансамбль»[47]

### Фильмография
- 1929 — Катарина Кни / Katharina Knie — Фриц Кни
- 1931 — Трёхгрошовая опера / Die Dreigroschenoper — Уличный певец
- 1931 — Уличные песенки / Gassenhauer — певец Петер
- 1931 — Товарищество / Kameradschaft — Бергман Витткопп
- 1931 — Нейтральная полоса / Niemandland — Немец
- 1932 — Куле Вампе, или Кому принадлежит мир? / Kuhle Wampe oder Wem gehört die Welt — Фриц
- 1932 — Уголовное дело Гельдерна / Strafsache van Geldern — Ханс Лерзе, судебный репортёр
- 1932 — Двое с Южного экспресса / Die zwei vom Südexpress — Машинист локомотива
- 1932 — Одна из нас / Eine von uns — Петер
- 1933 — Море зовёт / Das Meer ruft
- 1936 — Борцы / Kämpfer — судья Зийверт
- 1969 — Товарищ Ганс Баймлер / Hans Beimler, Kamerad — товарищ Ганса Баймлера, певец
- 1971 — Гойя, или Тяжкий путь познания

#### Фильмы об Эрнсте Буше
- 1967 — Таубер баррикад / Der Barrikadentauber — телевизионный фильм Эрвина Буркерта (ГДР)
- 1974 — Эрнст Буш — годы, бои, песни — телевизионный фильм ТО «Экран» ЦТ (СССР)
- 1976 — Эрнст Буш и его столетие / Ernst Busch und sein Jahrhundert — телевизионный фильм Ханса Кристиана Норрегаарда (Дания)
- 1980 — Эрнст Буш — певец рабочего класса / Ernst Busch — Arbeitersänger — телевизионный фильм Эрвина Буркерта (ГДР)
- 1982 — Буш поёт / Busch singt — 6-серийный телевизионный фильм Конрада Вольфа (ГДР)
- 2000 — Я — Эрнст Буш / Ich bin Ernst Busch — документальный фильм Петера Фойгта (Германия)

### Наиболее известные песни
- «Мыльная песенка» (Seifenlied, 1928) — на стихи Юлиана Арендта, музыка Отто Странцки
- «Песнь Коминтерна» (Kominternlied, 1928), в России известная как «Заводы, вставайте»
- «Баллада о благотворительности» (Ballade von der Wohltätigkeit, 1929) — на стихи Курта Тухольского, музыка Ханса Эйслера
- «Гвардия калек» (Die Krüppelgarde, 1930) — на стихи Давида Вебера, музыка Ханса Эйслера
- «Тревожный марш» (Der Heimliche Aufmarsch, 1931) — на стихи Эриха Вайнерта, музыка Ханса Эйслера
- «Песня солидарности» (Solidaritätslied, 1931) — на стихи Бертольта Брехта, музыка Б. Брехта и Г. Эйслера[48]
- «Песня о болванчиках» (Das Lied von den Murmeln, 1932) — на стихи Макса Офюльса, музыка Гарри Ралтона
- «Песня штурмовика» (Das Lied vom SA-Mann, 1932) — на стихи Бертольта Брехта, музыка Ханса Эйслера
- «Болотные солдаты» (Die Moorsoldaten, 1933) — написана коммунистами-политзаключёнными в концлагере Бёргермор, расположенном на болотах
- «Песня Единого фронта» (Einheitsfrontlied, 1934) — на стихи Бертольта Брехта, музыка Ханса Эйслера
- «Песня интернациональных бригад» (Lied der Internationalen Brigaden, 1937) — на стихи Эриха Вайнерта, музыка Карлоса Паласио
- «Левый марш» (Linker Marsch, 1957) — на стихи В. Маяковского (немецкий перевод Хуго Хупперта), музыка Ханса Эйслера
- «Траншеи» (Der Graben, 1957) — на стихи Курта Тухольского, музыка Ханса Эйслера

## Награды и премии
- Национальная премия ГДР (1949, 1956, 1966, 1979)[28]
- Премия за выдающиеся достижения в искусстве (Kunstpreis des FDGB, 1977)[28]
- Орден «За заслуги перед Отечеством» (1965)[28]
- Орден Карла Маркса (1970)[28]
- Орден Дружбы народов (21.01.1975)[28]
- Международная Ленинская премия «За укрепление мира между народами» (21.01.1975)[28]

## Память
- Имя Буша носит улица в Берлине и площадь в Киле[источник не указан 470 дней].
- Эрнстом Бушем зовут персонажа рассказа[какого?] Сергея Довлатова из сборника «Компромисс»[источник?].